# Trolejbusy w Piatra Neamț
Trolejbusy w Piatra Neamț – zlikwidowany system komunikacji trolejbusowej w rumuńskim mieście Piatra Neamț.
Trolejbusy w Piatra Neamț uruchomiono 22 grudnia 1995, a zlikwidowano 20 września 2019. Długość sieci wynosiła 21 km.

## Linie
W Piatra Neamț istniało 7 linii trolejbusowych:
- T1: Sarata2 − Sarata1 − Petrodava − Darmanesti − Metalo − Sc.Normale
- T2: Sarata2 − Sarata1 − ITA-Petrocart − Bl.TurnSpital − BCR-Sc.1 − Peco
- T3: Sarata2 − Sarata1 − Biserica Noua − Garofita − Sc. Nr.1 − 1 Mai − Dumbrava Moara − Azochim
- T4: Sarata2 − Sarata1 − Petrocart − Bl.Turn-Spital-BCR-Sc. Nr. 1 − Vanatori − Dum. Moara
- T5: Sc. Normale − Metalo − Tic Tac − BCR-Sc. Nr. 1 − 1 Mai − Peco
- T6: Sc. Normale − Metalo − Tic Tac − 1 Mai − Dumbravei − Azochim
- T7: Sc. Normale − Metalo − Tic Tac − BCR-Sc. Nr. 1 − Vanatori − D-va Rosie Moara

## Tabor
Do obsługi sieci w eksploatacji znajdowało się 46 trolejbusów:
- Renault ER100.2 - 25 trolejbusów, sprowadzone w 2005 z Lyonu
- Berliet ER100 − 19 trolejbusów, sprowadzone w 2005 z Lyonu
- ROCAR E412 − 5 trolejbusów, sprowadzone w 2015 z Konstancy
- ROCAR E212 − 16 trolejbusów